# قرار مجلس الأمن التابع للأمم المتحدة رقم 2035
قرار مجلس الأمن التابع للأمم المتحدة التابع للأمم المتحدة رقم 2035، المتخذ بالإجماع في 17 فبراير 2012.

## روابط خارجية
- نص القرار في undocs.org